# Jasper County (Texas)
Das Jasper County ist ein County im Bundesstaat Texas der Vereinigten Staaten. Das U.S. Census Bureau hat bei der Volkszählung 2020 eine Einwohnerzahl von 32.980 ermittelt. Der Sitz der County-Verwaltung (County Seat) befindet sich in Jasper.

## Geographie
Das County liegt im Osten von Texas und ist etwa 25 km von der Grenze zu Louisiana entfernt und der Süden des County ist etwa 50 km vom Golf von Mexiko entfernt. Es hat eine Fläche von 2511 Quadratkilometern, wovon 83 Quadratkilometer Wasserfläche sind. Es grenzt im Uhrzeigersinn an folgende Countys: San Augustine County, Sabine County, Newton County, Orange County, Hardin County, Tyler County und Angelina County.

## Geschichte
Jasper County wurde 1836 als Original-County gebildet. Benannt wurde es nach William Jasper, einem Sergeant im Amerikanischen Unabhängigkeitskrieg, der sich im Juni 1776 bei der Schlacht von Sullivan’s Island auszeichnete.

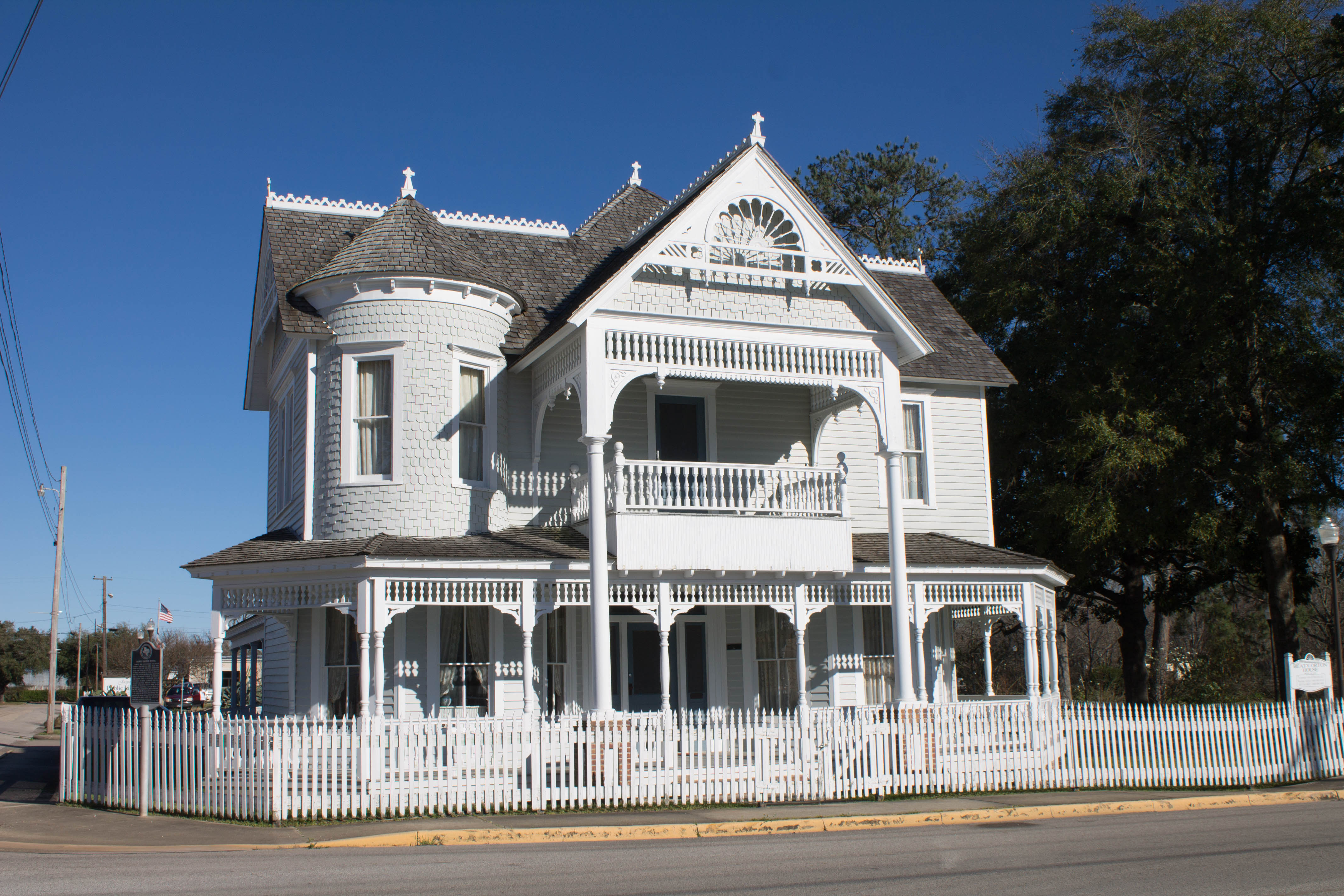
Blake-Beaty-Orton House (2016)

Sieben Bauwerke im County sind im National Register of Historic Places („Nationales Verzeichnis historischer Orte“; NRHP) eingetragen (Stand 25. November 2021), darunter das Jasper County Courthouse und das Blake-Beaty-Orton House.

## Demografische Daten
Nach der Volkszählung im Jahr 2000 lebten im Jasper County 35.604 Menschen in 13.450 Haushalten und 9.966 Familien. Die Bevölkerungsdichte betrug 15 Einwohner pro Quadratkilometer. Ethnisch betrachtet setzte sich die Bevölkerung zusammen aus 78,24 Prozent Weißen, 17,81 Prozent Afroamerikanern, 0,42 Prozent Indianern, 0,32 Prozent Asiatischen Amerikanern, 0,03 Prozent Pazifischen Insulanern und 2,04 Prozent aus anderen ethnischen Gruppen; 1,15 Prozent stammten von zwei oder mehr Ethnien ab. 3,89 Prozent der Einwohner waren spanischer oder lateinamerikanischer Abstammung.
Von den 13.450 Haushalten hatten 33,4 Prozent Kinder oder Jugendliche, die mit ihnen zusammen lebten. 58,2 Prozent waren verheiratete, zusammenlebende Paare, 12,5 Prozent waren allein erziehende Mütter und 25,9 Prozent waren keine Familien. 23,3 Prozent waren Singlehaushalte und in 11,2 Prozent lebten Menschen im Alter von 65 Jahren oder darüber. Die durchschnittliche Haushaltsgröße betrug 2,58 und die durchschnittliche Familiengröße betrug 3,03 Personen.
26,5 Prozent der Bevölkerung war unter 18 Jahre alt, 8,0 Prozent zwischen 18 und 24, 26,8 Prozent zwischen 25 und 44, 23,4 Prozent zwischen 45 und 64 und 15,3 Prozent waren 65 Jahre alt oder älter. Das Medianalter betrug 37 Jahre. Auf 100 weibliche Personen kamen 94,6 männliche Personen und auf 100 Frauen im Alter von 18 Jahren oder darüber kamen 92,1 Männer.

Das jährliche Durchschnittseinkommen eines Haushalts betrug 30.902 USD, das Durchschnittseinkommen einer Familie betrug 35.709 USD. Männer hatten ein Durchschnittseinkommen von 31.739 USD, Frauen 19.119 USD. Das Prokopfeinkommen betrug 15.636 USD. 15,0 Prozent der Familien und 18,1 Prozent der Einwohner lebten unterhalb der Armutsgrenze.

## Städte und Gemeinden
| - Browndell - Beech Grove - Bleakwood - Bon Ami - Brookeland | - Buna - Curtis - Erin - Evadale | - Harrisburg - Holly Springs - Jasper - Kirbyville | - Magnolia Springs - Mount Union - Roganville - Sam Rayburn |